# Station Zwijndrecht-Fort
Station Zwijndrecht-Fort was tot mei 1995 een spoorweghalte langs spoorlijn 59 (Antwerpen - Gent) in het westen van de Belgische gemeente Zwijndrecht. Van hier vertrekt ook spoorlijn 10 (voorheen spoorlijn 229) naar Kallo en de Liefkenshoektunnel.

## Reizigerstellingen
De grafiek en tabel geven het gemiddeld aantal instappende reizigers weer op een week-, zater- en zondag.
| Tabel: aantal instappende reizigers station Zwijndrecht-Fort | Tabel: aantal instappende reizigers station Zwijndrecht-Fort | Tabel: aantal instappende reizigers station Zwijndrecht-Fort | Tabel: aantal instappende reizigers station Zwijndrecht-Fort |
|                                                              | Weekdag                                                      | Zaterdag                                                     | Zondag                                                       |
| ------------------------------------------------------------ | ------------------------------------------------------------ | ------------------------------------------------------------ | ------------------------------------------------------------ |
| 1977                                                         | 89                                                           | -                                                            | -                                                            |
| 1978                                                         | 86                                                           | -                                                            | -                                                            |
| 1979                                                         | 87                                                           | -                                                            | -                                                            |
| 1980                                                         | 105                                                          | -                                                            | -                                                            |
| 1981                                                         | 98                                                           | -                                                            | -                                                            |
| 1982                                                         | 100                                                          | -                                                            | -                                                            |
| 1983                                                         | 93                                                           | -                                                            | -                                                            |
| 1984                                                         | 69                                                           | -                                                            | -                                                            |
| 1985                                                         | 49                                                           | -                                                            | -                                                            |
| 1986                                                         | 45                                                           | -                                                            | -                                                            |
| 1987                                                         | 55                                                           | -                                                            | -                                                            |
| 1988                                                         | 43                                                           | -                                                            | -                                                            |
| 1989                                                         | 29                                                           | -                                                            | -                                                            |
| 1990                                                         | 50                                                           | -                                                            | -                                                            |
| 1991                                                         | 7                                                            | -                                                            | -                                                            |
| 1992                                                         | 23                                                           | -                                                            | -                                                            |

0,0: Antwerpen-Berchem ·
4,0: Antwerpen-Zuid ·
7,0: Antwerpen-Linkeroever ·
9,1: Zwijndrecht ·
10,1: Zwijndrecht-Fort ·
12,1: Melsele ·
14,0: Beveren ·
15,1: Haasdonk ·
18,5: Westakkers ·
19,5: Nieuwkerken-Waas ·
22,7: Sint-Niklaas ·
25,3: Sint-Niklaas-West ·
26,2: Valk ·
27,1: Belsele ·
28,7: Sinaai ·
32,0: Heiken ·
35,7: Lokeren ·
38,4: Staakte ·
41,5: Zeveneken ·
43,6: Beervelde ·
46,8: Lochristi ·
49,5: Destelbergen ·
51,2: Westveld ·
53,0: Oostakker ·
?: Gent-Waas ·
55,8: Gent-Dampoort